# Ghaziabad
Ghaziabad er en by i delstaten Uttar Pradesh i det nordlige Indien. Den ligger i nærheden af Delhi og er en del af National Capital Region. Byen har 2.375.820(2011) indbyggere. Ghaziabad er hovedby i distriktet Ghaziabad.